# كاستور
كاستور هو لاعب كرة قدم برازيلي في مركز الوسط، ولد في 10 مارس 1979 في كوريتيبا في البرازيل. لعب مع أتلتيكو باراناينسي ونادي أوبيراريو ونادي إيتوانو ونادي بونتي بريتا ونادي بيلينينسش ونادي جريميو مارينغا ونادي جوينفيل ونادي سامبايو كوريا ونادي غاما ونادي كاشياس دو سول ونادي كوريتيبا ونادي مينيروس الرياضي.